# Helina antilodactyla
Helina antilodactyla är en tvåvingeart som beskrevs av Xue och Xiaolong Cui 2003. Helina antilodactyla ingår i släktet Helina och familjen husflugor. Inga underarter finns listade i Catalogue of Life.